# Janvier 1943 (guerre mondiale)
Chronologie de la Seconde Guerre mondiale
Décembre 1942 - Janvier 1943 -  Février 1943
- 1er janvier :
  - les Forces armées polonaises en Occident comptent 116 400 soldats.

- 4 janvier :
  - Prise du poste italien du Fezzan par une colonne de Leclerc en provenance de Fort-Lamy au Tchad.

- 9 janvier :
  - Le gouvernement collaborateur chinois déclare la guerre aux États-Unis et au Royaume-Uni.
  - Début de la contre-offensive général soviétique à Stalingrad.

- 12 janvier :
  - Les Soviétiques dégagent Léningrad.

- 13 janvier :
  - Par un décret, Hitler ordonne à l’Allemagne de mener une guerre totale en mobilisant des femmes et des enfants pour la défense du Reich.

- 14 janvier :
  - Début de la conférence de Casablanca entre Franklin Delano Roosevelt et Winston Churchill.

- 16 janvier :
  - L’URSS supprime les droits des Polonais sous le prétexte que la Pologne a trahi avec le départ de l’armée du général Władysław Anders pour l'Occident.

- 17 janvier :
  - Offensive soviétique victorieuse vers Rostov
  - Gueorgui Joukov est promu maréchal.
  - Sortie du premier exemplaire de l'obusier automoteur soviétique SU-152

- 18 janvier :

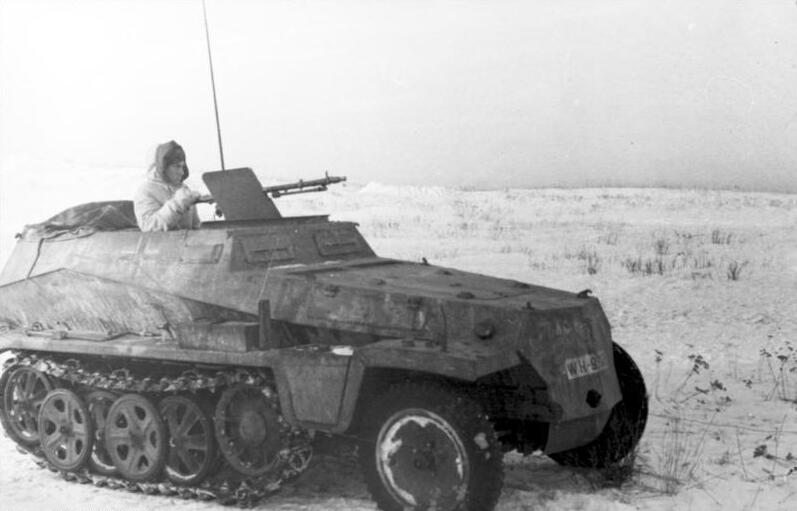
Sonderkraftfahrzeug 250/2 sur le front russe en janvier 1943.

  - Parmi les derniers survivants du ghetto de Varsovie, un millier d’hommes, à qui l’Armée intérieure polonaise AK a fait passer des armes, commence à résister aux Nazis et oblige les Allemands à battre en retraite.

- 19 janvier :
  - L'Irak rompt avec l'Axe.

- 20 janvier :
  - Le Chili rompt avec l'Axe.

- 22 janvier :
  - Début de l'assaut général soviétique contre les positions allemandes à Stalingrad.
  - Début de la rafle des habitants, de l'évacuation puis de la destruction d'une partie du quartier du Vieux-Port à Marseille par les autorités allemandes, aidées par le préfet René Bousquet.

- 23 janvier :
  - La VIIIe armée de Montgomery entre à Tripoli.

- 24 janvier :
  - À Casablanca, Franklin Delano Roosevelt et Winston Churchill réclament la « capitulation sans condition » de l'Allemagne.
  - Hitler ordonne à ses troupes de se battre à mort contre les troupes soviétiques pour conserver la ville de Stalingrad.
  - Sous les ordres de Montgomery, les Britanniques reprennent Tripoli en Libye.

- 26 janvier :
  - En France, les trois principaux mouvements de la zone Sud fusionnent dans les Mouvements unis de la Résistance (MUR).

- 28 janvier :
  - En Allemagne, la mobilisation touche désormais les hommes de 15 à 65 ans et les femmes de 14 à 45 ans.

- 29 janvier :
  - Bataille de l'île de Rennell dans les Salomon
  - Bombardement de Morlaix par la Royal Air Force visant le viaduc ferroviaire. Celui-ci est très peu touché et vite réparé par les Allemands mais le bombardement tue 67 civils dont 39 enfants d'une école maternelle.

- 30 janvier :
  - En France, création de la Milice.

- 31 janvier :
  - Le maréchal allemand Paulus est capturé par les troupes soviétiques à Stalingrad.